# Benito Totti
Domenico Benito Totti, conosciuto semplicemente come Benito (Medicina, 10 maggio 1914 – Forlì, 15 febbraio 1989), è stato un pugile italiano, olimpionico alle Olimpiadi di Berlino 1936.

## Carriera
Studente riminese di adozione, pugile per hobby. Fu Campione d’Italia dilettanti, nella categoria dei welter appena diciottenne, nel 1932 e poi nel 1933 a Ferrara . Nel 1935, a Napoli, gareggiò nei pesi mediomassimi e perse soltanto in finale con Luigi Musina, futuro campione europeo e avversario, nei massimi, di Primo Carnera. L’anno dopo, a Roma, gareggiò nei pesi medi, conquistando soltanto la medaglia di bronzo. Tuttavia, a sorpresa, fu scelto per rappresentare l'Italia alle Olimpiadi di Berlino 1936.
La sua partecipazione ai Giochi non fu particolarmente esaltante, avendo perso al primo turno, ai punti, con il tedesco Adolf Baumgarten. 
Benito Totti non passò mai al professionismo. Nel 1976, in concomitanza con una riunione di novizi, allestì a Rimini una rimpatriata con i pugili della sua epoca ed in particolare con gli olimpionici di Berlino. Con l'occasione dichiaròː «La boxe è come un virus, ti resta addosso e hai un bel dire che ne puoi fare a meno. Quando meno te l'aspetti la senti dentro e allora devi almeno riparlarne».